# 必UP되다
《必UP되다》는 대한민국의 3인조 혼성그룹 코요태의 정규 8집 앨범이다.

## 개요

### 삼속곡 〈하얀 동화〉
〈하얀 동화〉는 당초 7집 《Rainbow》의 타이틀곡으로 선정되었다가 취소된 곡이다. 편곡을 거쳐 삼속곡으로 활동하였으며, 리패키지 앨범 《버젼투 必UP》에 수록되었다.

### 사속곡
〈아파도…〉로 예정되어 있었으나, 무산되었다.

## 수록곡
| #            | 제목                              | 작사           | 작곡           | 편곡           | 재생 시간 |
| ------------ | --------------------------------- | -------------- | -------------- | -------------- | --------- |
| 1.           | 〈Like This〉                     | 이용민         | 이용민         | 이용민         | 4:17      |
| 2.           | 〈비는… 하늘의 눈물〉             | 주영훈         | 주영훈         | 주영훈         | 4:05      |
| 3.           | 〈1, 2, 3, 4 (원, 투, 쓰리, 포)〉 | 주영훈         | 주영훈         | 주영훈         | 3:41      |
| 4.           | 〈믿어볼까?〉                     | 이용민         | 이용민         | 이용민         | 3:37      |
| 5.           | 〈사랑병〉                        | 박성진, 서정진 | 박성진, 서정진 | 박성진, 서정진 | 4:17      |
| 6.           | 〈상상〉                          | 신지, 김세진   | 김세진         | 김세진         | 3:37      |
| 7.           | 〈콩깍지〉                        | 신지           | 이희성         | 이희성, 안경진 | 3:39      |
| 8.           | 〈버려〉                          | 정진수         | 정진수         | 정진수         | 3:37      |
| 9.           | 〈아파도…〉                       | 미야           | 이희성         | 이희성, 안경진 | 4:13      |
| 10.          | 〈허리케인〉                      | 주영훈         | 주영훈         | 주영훈         | 3:54      |
| 11.          | 〈Tonight〉                       | 신지           | 박성진, 서정진 | 박성진, 서정진 | 3:57      |
| 12.          | 〈모르겠어〉                      | 서정진, 김세진 | 김세진         | 김세진         | 4:02      |
| 13.          | 〈기억하니…〉                     | 장대성         | 위종수         | 위종수         | 3:27      |
| 14.          | 〈Boy is Mine〉                   | 이용민         | 이용민         | 이용민         | 3:33      |
| 15.          | 〈경고〉                          | 유유진         | 박근태         | 돈 스파이크    | 3:38      |
| 16.          | 〈Special Angel〉                 | 이재경         | 위종수         | 위종수, 손상욱 | 3:27      |
| 총 재생 시간 | 총 재생 시간                      | 총 재생 시간   | 총 재생 시간   | 총 재생 시간   | 58:21     |

## 버젼투 必UP되다
2005년 12월, CD 두 장으로 구성된 리패키지 앨범《버젼투 必UP》을 발매하였다. CD1은 《必UP》과 동일하며, CD2는 편곡을 거친 7집 《Rainbow》의 수록곡 〈하얀 동화〉와 신곡 〈Rocking Around The Christmas Tree〉, 논스톱 리믹스곡으로 구성되어 있다.

### CD2
| #            | 제목                                  | 작사         | 작곡         | 편곡         | 재생 시간 |
| ------------ | ------------------------------------- | ------------ | ------------ | ------------ | --------- |
| 1.           | 〈하얀 동화〉                         | 주영훈       | 주영훈       | 주영훈       | 4:10      |
| 2.           | 〈Rocking Around The Christmas Tree〉 |              |              |              | 3:11      |
| 3.           | 〈1,2,3,4.〉                          | 주영훈       | 주영훈       | 주영훈       | 2:49      |
| 4.           | 〈파란〉                              | 강은경       | 심상원       | 이영기       | 1:46      |
| 5.           | 〈비몽〉                              | 주영훈       | 주영훈       | 주영훈       | 1:48      |
| 6.           | 〈Like This〉                         | 이용민       | 이용민       | 이용민       | 2:02      |
| 7.           | 〈경고〉                              | 유유진       | 박근태       | 돈 스파이크  | 1:57      |
| 8.           | 〈Boy is Mine〉                       | 이용민       | 이용민       | 이용민       | 1:50      |
| 9.           | 〈믿어볼까?〉                         | 이용민       | 이용민       | 이용민       | 1:57      |
| 10.          | 〈디스코왕〉                          | 주영훈       | 주영훈       | 주영훈       | 1:59      |
| 총 재생 시간 | 총 재생 시간                          | 총 재생 시간 | 총 재생 시간 | 총 재생 시간 | 21:29     |

## 미수록곡
제작 당시 수록되지 못한 3곡은 음반 발매 후 디지털 싱글로 발표되었다.

### 〈이별이 그리워질 때〉
〈이별이 그리워질 때〉는 〈버려〉와 함께 경합하다가 수록되지 못한 곡으로, 2005년 9월 2일 쥬크온에서 최초 공개하였다. 디지털 싱글로 공개된 〈상처〉 · 〈처음처럼〉과 달리 《必UP》의 히든 트랙(17번)으로 취급되어 서비스되고 있으나, 실제 음반에는 수록되지 않았기 때문에 엄밀히는 히든 트랙이 아니다.

### 디지털싱글_미공개버전(〈상처〉 · 〈처음처럼〉)
〈상처〉와 〈처음처럼〉은 2006년 별도의 디지털 싱글로 발매되었다.
| #            | 제목         | 작사         | 작곡         | 재생 시간 |
| ------------ | ------------ | ------------ | ------------ | --------- |
| 1.           | 〈상처〉     |              |              | 3:47      |
| 2.           | 〈처음처럼〉 | 홍재선       | 홍재선       | 3:48      |
| 총 재생 시간 | 총 재생 시간 | 총 재생 시간 | 총 재생 시간 | 7:35      |